# Oberstreu
Oberstreu è un comune tedesco di 1 655 abitanti, situato nel land della Baviera.